# Сен-П'єрр-ан-Ож
Сен-П'єрр-ан-Ож (фр. Saint-Pierre-en-Auge) — муніципалітет у Франції, у регіоні Нижня Нормандія, департамент Кальвадос. Сен-П'єрр-ан-Ож утворено 1 січня 2017 року шляхом злиття муніципалітетів Буасе, Бреттвіль-сюр-Дів, Євіль, Міттуа, Монв'єтт, Л'Удон, Увіль-ла-Б'ян-Турне, Сент-Маргерит-де-В'єтт, Сен-Жорж-ан-Ож, Сен-П'єрр-сюр-Дів, Тьєвіль, Водлож i В'є-Пон-ан-Ож. Адміністративним центром муніципалітету є Сен-П'єрр-сюр-Дів. Населення — 7288 осіб (01.01.2021).